# Тул
Вижте пояснителната страница за други значения на Тул.
Тул (на френски: Toul) е град в Североизточна Франция, департамент Мьорт е Мозел на регион Гранд Ест. Разположен е край река Мозел. Възниква като древноримска колония под името Tullum Leucorum. ЖП възел. Население 16 230 жители от преброяването към 1 януари 2007 г.

## Личности
Родени
- Лоран Сен Сир (1764–1830), френски военачалник
- Луи Мажорел (26 септември 1859 г. – 15 януари 1926)-декоратор и дизайнер на мебели

## Побратимени градове
- Хам, Германия